# Mona Sahlin
Mona Sahlin (Sollefteå, Norlândia Ocidental, 9 de março de 1957) é uma política sueca. Foi líder do Partido Social-Democrata no período de 2007-2011. Ela ficou mundialmente conhecida em outubro de 1995, através do Caso Toblerone, quando foram revelados que ela fazia gastos pessoais usando o cartão corporativo na época em que era Ministra do Trabalho, entre 1990 e 1991, incluindo uma barra de chocolates Toblerone.
Mona Sahlin anunciou em 14 de novembro de 2010, que tencionava renunciar ao seu posto de líder de partido em 2011. Para sua substituição foi eleito Håkan Juholt, depois atualmente deputado do Parlamento da Suécia. 